# Enid, Oklahoma
Enid (ē'nĭd) là một thành phố quận lỵ quận Garfield tiểu bang Oklahoma, Hoa Kỳ. Thành phố có diện tích km2, dân số theo điều tra dân số năm 2010 của Cục điều tra dân số Hoa Kỳ, thành phố có dân số 49.379 người, là thành phố lớn thứ 9 bang Oklahoma.  Enid được thành lập lúc khai trương Cherokee Outlet trong Land Run of 1893 và được đặt tên theo Enid, một nhân vật trong Idylls of the King của Alfred, Lord Tennyson. Enid có biệt danh "Queen Wheat City" và "Wheat Capital" của Oklahoma và Hoa Kỳ do nó có năng lực chứa ngũ cốc lớn thứ ba thế giới.